# Lucie Zhang
Lucie Zhang, née le 27 octobre 2000 à Paris, est une actrice française.

## Biographie
Lucie Zhang naît dans le 13e arrondissement de Paris. Elle suit une formation d'art dramatique au conservatoire municipal Francis Poulenc de 2019 à 2020. Elle participe sur cette période à différents courts métrages.
Elle est étudiante en économie-gestion à l’université Paris-Dauphine, lorsqu'elle est recrutée pour le long métrage Les Olympiades de Jacques Audiard, aux côtés de Makita Samba, Jehnny Beth et Noémie Merlant,. Elle interprète Émilie, une jeune femme d’origine chinoise, qui travaille comme téléconseillère, malgré son diplôme de Science Po Paris, et qui vit dans l’appartement de sa grand-mère, elle-même résidente dans un Ehpad, dans le quartier des Olympiades. Le film est en compétition officielle lors du festival de Cannes 2021,.

## Filmographie

### Longs métrages
- 2021 : Happy Night de Mustafa Ozgun : Redgirl
- 2021 : Les Olympiades de Jacques Audiard : Émilie Wong
- 2023 : Un métier sérieux de Thomas Lilti : Sophie
- 2023 : Captives de Arnaud des Pallières : Amanite
- 2025 : Le Roi Soleil de Vincent Maël Cardona

### Courts métrages
- 2017 : L'Envol !  de Min Ma
- 2019 : Fin de saison de Mathieu Vigneau
- 2019 : Thaumatrope de Yi Jin
- 2019 : Pion magique de Min Ma

## Théâtre
- 2022 : Adieu la mélancolie[7], d'après Le Gène du garde rouge de Luo Ying, adaptation de Pascale Ferran et Roland Auzet, mise en scène de Roland Auzet

## Distinctions

### Récompenses
- Séville 2021 : Prix de la meilleure actrice pour Les Olympiades

### Nominations
- César 2022 : César du meilleur espoir féminin pour Les Olympiades
- Lumières 2022 : Lumière de la révélation féminine pour Les Olympiades